# Глебова, Любовь Николаевна
Любо́вь Никола́евна Гле́бова (род. 7 марта 1960, Арзамас, Нижегородская область) — российский государственный деятель, руководитель Федерального агентства по делам СНГ, соотечественников, проживающих за рубежом, и по международному гуманитарному сотрудничеству (Россотрудничество) с 23 марта 2015 года по 26 сентября 2017 года.
Член Совета Федерации Федерального Собрания Российской Федерации с 18 сентября 2017 года — от исполнительного органа власти Удмуртской Республики. На данный момент первый заместитель председателя Комитета Совета Федерации по конституционному законодательству и государственному строительству (с января 2020).
Заместитель председателя Комитета Совета Федерации по науке, образованию, культуре и информационной политике (сентябрь 2017 — январь 2018). Первый заместитель председателя Комитета Совета Федерации по Регламенту и организации парламентской деятельности (январь 2018 — январь 2020). Член Комитета Совета Федерации по международным делам (апрель 2014 — март 2016). Член Комитета Совета Федерации по науке, образованию, культуре и информационной политике (ноябрь 2012 — сентябрь 2013). Заместитель председателя Комитета Совета Федерации по науке, образованию, культуре и информационной политике (сентябрь 2013 — апрель 2014). Руководила Федеральной службой по надзору в сфере образования и науки с 2008 по 2012 годы.
В 1981 году окончила Арзамасский государственный педагогический институт (АГПИ) имени А. П. Гайдара. Доктор педагогических наук, член-корреспондент РАО.
Из-за поддержки российско-украинской войны — под санкциями 27 стран ЕС, Великобритании, США, Канады, Швейцарии, Австралии, Украины, Новой Зеландии.

## Трудовая биография
- Секретарь комитета ВЛКСМ АГПИ, г. Арзамас, 1981—1983.
- и. о. секретаря ГК ВЛКСМ, г. Арзамас, 1983—1984.
- Секретарь ГК ВЛКСМ, г. Арзамас, 1984—1985.
- Директор Дворца пионеров, г. Арзамас, 1985—1987.
- Заведующая отделом учащейся молодёжи и пионеров Горьковского ОК ВЛКСМ, г. Горький, 1987—1989.
- Секретарь Горьковского ОК ВЛКСМ, г. Горький, 1989—1992.
- Директор по подготовке и проведению лотерей ЗАО «Концерн АМК», г. Горький, 1992—1993.
- Директор ТОО «Дирекция лотерей», г. Нижний Новгород, 1993—1997.
- Директор ООО «Нижегородская дирекция лотерей», г. Нижний Новгород, 1997—1998.
- Советник председателя правительства РФ С. В. Кириенко, г. Москва, 1998.
- Председатель исполкома ООПД «Новая сила», г. Москва, 1998—1999.

## Государственная служба
- 1999 — 14 января 2002 — депутат Государственной думы Федерального Собрания Российской Федерации[2]; освободившийся при этом мандат был передан Александру Котюсову.
- 2001—2005 — заместитель Полномочного представителя президента Российской Федерации в Приволжском федеральном округе. В 2002 году защитила кандидатскую диссертацию «Формирование политики социального партнерства при разработке и осуществлении законодательства об образовании в 80-90-е гг. XX в.»[3].
- 2005—2008 — Статс-секретарь — заместитель министра здравоохранения и социального развития Российской Федерации.
- с 28 марта 2008 года по 1 ноября 2012 года — руководитель Федеральной службы по надзору в сфере образования и науки (Рособрнадзор)[4][5]. В 2009 году защитила докторскую диссертацию «Социально-педагогическое проектирование образовательной политики региона»[6]. 21 декабря 2011 года избрана членом-корреспондентом РАО по Отделению философии образования и теоретической педагогики[7].
- с 31 октября 2012 года[8] наделена полномочиями представителя Законодательного Собрания Пензенской области в Совете Федерации.
- с 23 марта 2015 года по 26 сентября 2017 года возглавляла Россотрудничество[9].
- с 18 сентября 2017 года является представителем Республики Удмуртия в Совете Федерации.

## Классный чин и дипломатический ранг
- Действительный государственный советник Российской Федерации 1 класса
- Чрезвычайный и полномочный посол (5 июля 2017)[10]

## Международные санкции
Из-за поддержки российской агрессии и нарушения территориальной целостности Украины во время российско-украинской войны находится под персональными международными санкциями разных стран.
9 марта 2022 года, на фоне вторжения России на Украину, внесена в санкционный список всех стран Европейского союза так как она голосовала за ратификацию договоров о дружбе с самопровозглашёнными ЛНР и ДНР.
По аналогичным основаниям, с 15 марта 2022 года находится под санкциями Великобритании. С 16 марта 2022 года находится под санкциями Швейцарии.
23 марта 2022 года внесена в санкционный список Канады «соратников режима» за содействие в нарушения суверенитета и территориальной целостности Украины.
С 21 апреля 2022 года находится под санкциями Австралии. Указом президента Украины Владимира Зеленского от 7 сентября 2022 находится под санкциями Украины. С 3 мая 2022 года находится под санкциями Новой Зеландии.
30 сентября 2022 года внесена в санкционный список Соединённых Штатов Америки «за аннексию Путиным регионов Украины» и одобрение закона о фейках. Государственный департамент отмечает, что сенаторы «проголосовали за одобрение просьбы Путина о вводе войск в Украину, что послужило неоправданным предлогом для полномасштабного вторжения России в Украину».

## Награды
- Медаль ордена «За заслуги перед Отечеством» II степени (2010)[19]
- Орден «За заслуги перед Отечеством» IV степени (2013)[19]
- Почётная грамота Президента Российской Федерации (21 августа 2018 года) — за заслуги в подготовке и проведении XIX Всемирного фестиваля молодёжи и студентов в 2017 году в городе Сочи[20]
- Орден Александра Невского (2019) — за большой вклад в развитие парламентаризма, активную законотворческую деятельность и многолетнюю добросовестную работу[21]
- Орден преподобной Евфросинии, великой княгини Московской II степени (РПЦ, 2021) — во внимание к поддержке церковно-общественных инициатив[22]
- Медаль «В память 800-летия Нижнего Новгорода» (2021)
- Орден «За заслуги перед Отечеством» III степени (16 апреля 2025 года) — за вклад в развитие парламентаризма, активную законотворческую деятельность и многолетнюю добросовестную работу[23]